# Crosey-le-Grand
Crosey-le-Grand és un municipi francès situat al departament del Doubs i a la regió de Borgonya - Franc Comtat. L'any 2007 tenia 175 habitants.

## Demografia

### Població
El 2007 la població de fet de Crosey-le-Grand era de 175 persones. Hi havia 56 famílies de les quals 4 eren unipersonals (4 homes vivint sols), 32 parelles sense fills, 12 parelles amb fills i 8 famílies monoparentals amb fills.
La població ha evolucionat segons el següent gràfic:
Habitants censats

### Habitatges
El 2007 hi havia 76 habitatges, 63 eren l'habitatge principal de la família, 8 eren segones residències i 5 estaven desocupats. 71 eren cases i 5 eren apartaments. Dels 63 habitatges principals, 54 estaven ocupats pels seus propietaris i 9 estaven llogats i ocupats pels llogaters; 4 tenien tres cambres, 11 en tenien quatre i 48 en tenien cinc o més. 51 habitatges disposaven pel capbaix d'una plaça de pàrquing. A 30 habitatges hi havia un automòbil i a 31 n'hi havia dos o més.

### Piràmide de població
La piràmide de població per edats i sexe el 2009 era:
| Homes | Edats   | Dones |
| ----- | ------- | ----- |
| 0     | 95 o +  | 0     |
| 0     | 90 a 94 | 0     |
| 0     | 85 a 89 | 4     |
| 0     | 80 a 84 | 0     |
| 0     | 75 a 79 | 8     |
| 4     | 70 a 74 | 4     |
| 4     | 65 a 69 | 0     |
| 4     | 60 a 64 | 4     |
| 8     | 55 a 59 | 4     |
| 28    | 50 a 54 | 12    |
| 0     | 45 a 49 | 12    |
| 0     | 40 a 44 | 0     |
| 8     | 35 a 39 | 4     |
| 0     | 30 a 34 | 0     |
| 8     | 25 a 29 | 0     |
| 4     | 20 a 24 | 8     |
| 20    | 15 a 19 | 4     |
| 0     | 10 a 14 | 0     |
| 8     | 5 a 9   | 0     |
| 4     | 0 a 4   | 0     |

## Economia
El 2007 la població en edat de treballar era de 108 persones, 68 eren actives i 40 eren inactives. De les 68 persones actives 49 estaven ocupades (35 homes i 14 dones) i 19 estaven aturades (10 homes i 9 dones). De les 40 persones inactives 11 estaven jubilades, 7 estaven estudiant i 22 estaven classificades com a «altres inactius».

### Ingressos
El 2009 a Crosey-le-Grand hi havia 64 unitats fiscals que integraven 174 persones, la mediana anual d'ingressos fiscals per persona era de 15.487,5 €.

### Activitats econòmiques
Dels 5 establiments que hi havia el 2007, 1 era d'una empresa de fabricació d'altres productes industrials, 2 d'empreses de construcció, 1 d'una empresa de comerç i reparació d'automòbils i 1 d'una empresa immobiliària.
L'any 2000 a Crosey-le-Grand hi havia 9 explotacions agrícoles.

## Equipaments sanitaris i escolars
El 2009 hi havia una escola elemental integrada dins d'un grup escolar amb les comunes properes formant una escola dispersa.

## Poblacions més properes
El següent diagrama mostra les poblacions més properes.